# Holocalyx balansae
Genre
Espèce
Classification phylogénétique
Synonymes
- Holocalyx glaziovii Taub.[2]

Holocalyx balansae est une espèce de plantes à fleurs dicotylédones de la famille des Fabaceae, sous-famille des Faboideae. C'est un arbre originaire d'Amérique du Sud. C'est l'unique espèce acceptée du genre Holocalyx (genre monotypique).

## Liste d'espèces
Selon The Plant List (13 octobre 2018) :
- Holocalyx balansae Micheli